# Sabine Rau (Journalistin)

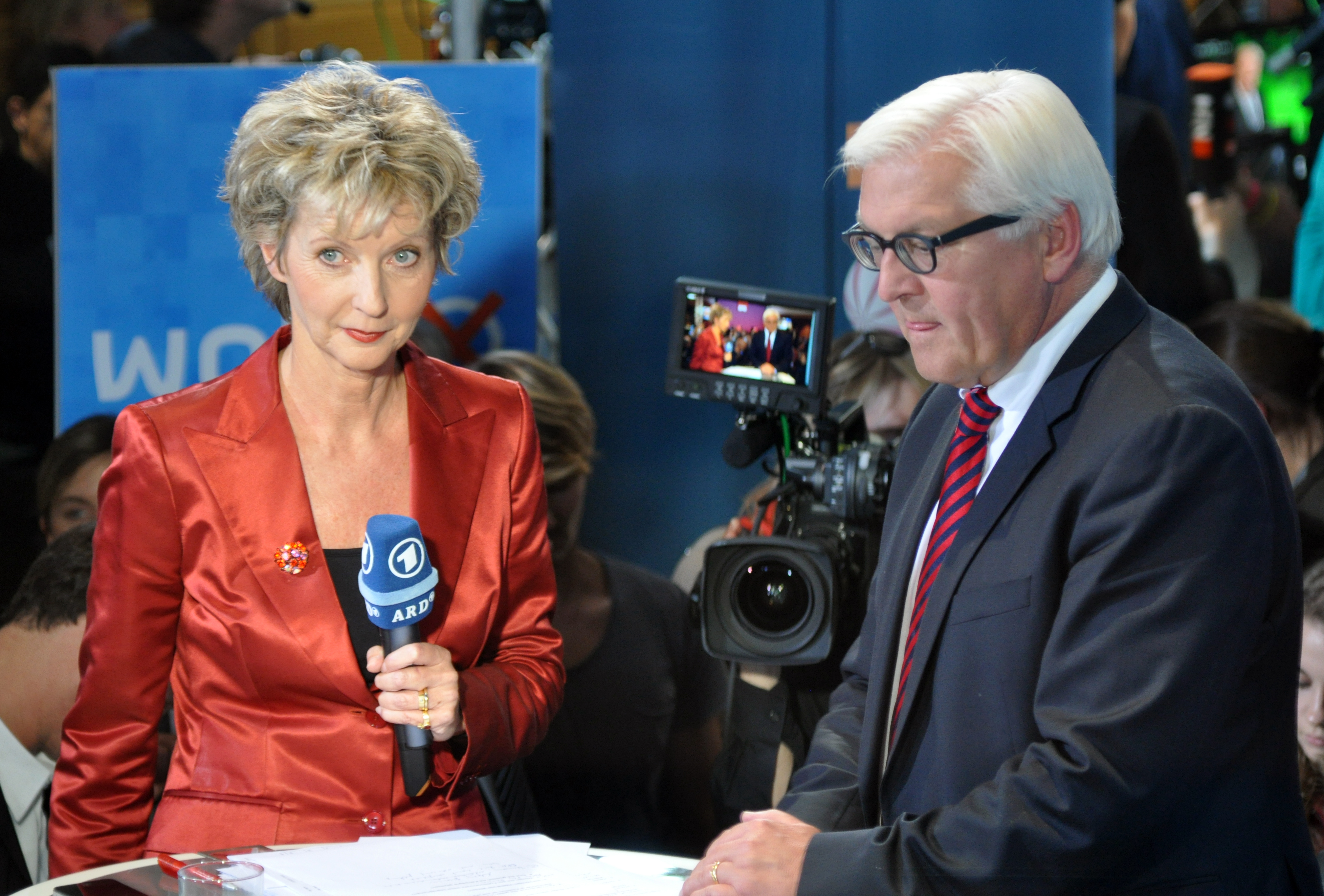
Sabine Rau im Interview mit Frank-Walter Steinmeier 2013

Sabine Rau (* 10. September 1959 in Köln) ist eine deutsche Fernsehjournalistin.

## Werdegang
Sabine Rau studierte Germanistik, Politikwissenschaft und Philosophie mit dem Abschluss Magister. Danach arbeitete sie bei verschiedenen Zeitungen (u. a. Kölner Stadt-Anzeiger) und Sendern (Deutschlandfunk, WDR) als freie Mitarbeiterin. Von 1988 bis 1990 folgte ein Volontariat beim WDR, wo Rau später als Redakteurin und Chefin vom Dienst unter anderem bei den TV-Sendungen Ich stelle mich und Aktuelle Stunde tätig war. Daneben moderierte sie das landespolitische Magazin Westpol im WDR-Hörfunk.
1995 wurde Rau ARD-Korrespondentin in Bonn. Sie leitete das Studio zeitweise stellvertretend. 1999 zog sie ins ARD-Hauptstadtstudio Berlin. 2001 wurde sie Korrespondentin im ARD-Studio Brüssel. 2006 kehrte sie ins ARD-Hauptstadtstudio zurück und spezialisierte sich dort auf die Themen Außenpolitik, Bündnis 90/Die Grünen, Innenpolitik/Extremismus, Kanzleramt, SPD und Verteidigungspolitik.
Ab 2014 moderierte sie neben Tina Hassel und Thomas Baumann den Bericht aus Berlin im ARD-Fernsehen.
Ab November 2017 war Rau als Nachfolgerin von Ellis Fröder Leiterin des Pariser Auslandsbüros der ARD. Im August 2024 beendete sie in Paris nach 30 Jahren journalistischer Tätigkeit ihre Tätigkeit für die ARD.

## Rezeption
Ihre Tagesthemen-Kommentare um 2015 zu Antisemitismus und zur gleichgeschlechtlichen Ehe lösten eine Debatte in den Sozialen Medien aus. „Mit den ewig Gestrigen sind keine Wahlen mehr zu gewinnen“, sagte sie und stellte der CDU/CSU bezüglich der Homo-Ehe ein vernichtendes Zeugnis aus.